# Bayanqolu
Bayanqolu (chinesisch 巴音朝魯 / 巴音朝鲁, Pinyin Bāyīncháolǔ; mongolisch Баянчулуу; * 5. Oktober 1955 in Vorderes Otog-Banner, Autonome Region Innere Mongolei) ist ein chinesischer Politiker der Kommunistischen Partei Chinas (KPCh), der unter anderem von 1998 bis 2001 Vorsitzender des Allchinesischer Jugendbundes und zugleich Exekutivsekretär des Zentralkomitees des Kommunistischen Jugendverbandes Chinas (KJVC) sowie zwischen 2004 und 2006 Gouverneur von Jilin war.

## Leben

### Funktionär in der Inneren Mongolei, des Allchinesischen Jugendbundes und des KJVC
Bayanqolu, der zum Volk der Mongolen gehört, begann 1976 seine berufliche Laufbahn und wurde zugleich als Mitglied in die Kommunistische Partei Chinas (KPCh) aufgenommen. Er absolvierte zwischen 1980 und 1982 ein Studium an der Fakultät für politische Bildung der Universität der Inneren Mongolei in Hohhot. Er fungierte zwischen 1985 und 1988 als Richter am Volksgericht von Ejinhoro-Banner, einem Banner der bezirksfreien Stadt Ordos, und zugleich als stellvertretender Sekretär des Parteikomitees dieses Banners, ehe er von 1988 bis 1991 Sekretär des Parteikomitees des Ejinhoro-Banners war. Anschließend war er zwischen 1991 und 1992 zunächst stellvertretender Sekretär sowie daraufhin von 1992 bis 1993 Sekretär des Kommunistischen Jugendverbandes Chinas (KJVC) der Autonomen Region Innere Mongolei und zugleich Vorsitzender des Jugendbundes dieser Autonomen Region.
1993 wechselte Bayanqolu nach Peking und war bis 1998 Sekretär des Zentralkomitees (ZK) des Kommunistischen Jugendverbandes Chinas und zugleich Vize-Vorsitzender des Allchinesischen Jugendbundes. Gleichzeitig war er außerdem zwischen 1993 und 1998 Vize-Vorsitzender des Unterausschusses für Frauen und Jugend des Nationalkomitees der Politischen Konsultativkonferenz des chinesischen Volkes (PKKCV). Während dieser Zeit absolvierte er zudem ein Studium an der Fakultät für Wirtschaftsmanagement der Jinan-Universität, welches er 1997 mit einem Master beendete. Er fungierte als Nachfolger von Liu Peng zwischen Januar 1998 und seiner Ablösung durch Sun Jinlong im Dezember 2001 als Vorsitzender des Allchinesischer Jugendbundes. Zeitgleich war er von 1998 und 2001 Exekutivsekretär des ZK des KJVC und damit enger Mitarbeiter des damaligen Ersten Sekretärs des ZK des KJVC, Zhou Qiang. Außerdem gehörte er zwischen 1998 und 2003 als Mitglied dem Ständigen Ausschuss der Politischen Konsultativkonferenz des chinesischen Volkes an und wurde 2000 Präsident des Rates der Chinesischen Vereinigung für junge Freiwillige.

### Parteifunktionär in den Provinzen Zhejiang und Jilin sowie ZK-Mitglied
2001 übernahm Bayanqolu den Posten als Vize-Gouverneur der Provinz Zhejiang und hatte diesen bis 2004 inne. Daneben war er von 2003 bis 2010 Sekretär des Stadtparteikomitees der KPCh von Ningbo und zugleich auch Mitglied des Ständigen Ausschusses des Parteikomitees der Provinz Zhejiang sowie zudem zwischen 2007 und 2010 Vorsitzender des Ständigen Ausschusses des Volkskongresses von Ningbo, dem Stadtrat. Auf dem 17. Parteitag der KPCh 2007 wurde er zudem Kandidat des Zentralkomitee der Kommunistischen Partei Chinas (ZK der KPCh).
2010 wechselte Bayanqolu wiederum in die Provinz Jilin und war bis 2014 stellvertretender Sekretär des Parteikomitees dieser Provinz. Er wurde ferner 2010 Mitglied des Ständigen Ausschusses des Parteikomitees sowie 2011 Vorsitzender des Komitees der Politischen Konsultativkonferenz des chinesischen Volkes der Provinz Jilin. Auf dem 18. Parteitag 2012 wurde er erstmals Mitglied des ZK der KPCh und gehörte diesem Führungsgremium der Partei nach seiner Wiederwahl auf dem 19. Parteitag 2017 bis zum 20. Nationaler Parteikongress der KPCh (16. Oktober bis 22. Oktober 2022) an. Er war zwischen 2012 und 2013 Vize-Gouverneur sowie als solcher zwischen dem 19. Dezember 2012 und dem 31. Januar 2013 kommissarischer Gouverneur, ehe er am 31. Januar 2013 als Nachfolger von Wang Rulin formell am 31. Januar 2013 Gouverneur von Jilin. Auf diesem Posten verblieb er bis zum 5. September 2014 und wurde daraufhin von Jiang Chaoliang abgelöst. Als Nachfolger von Wang Rulin wurde er schließlich am 30. August 2014 Sekretär des Parteikomitees der Provinz Jilin und verblieb in dieser Funktion bis zu seiner Ablösung durch den bisherigen Gouverneur von Jilin, Jing Junhai, im November 2020. Als Erster Parteisekretär war nach Hui Liangyu (Anhui, 1998 bis 1999, Jiangsu, 1999 bis 2002) der einzige Angehörige einer ethnischen Minderheit, der in der Ära nach Mao Zedong den Posten eines Ersten Sekretärs einer Provinz bekleidete, während in der Geschichte der Volksrepublik China seit 1949 lediglich zwölf Erste Parteisekretäre von Provinzen amtierten, die nicht dem Han-Volk angehörten.
Zugleich wurde er 2014 Direktor des Ständigen Ausschusses der Volkskongresses von Jilin, dem Parlament dieser Provinz.

## Hintergrundliteratur
- Cheng Li: Chinese Politics in the Xi Jinping Era. Reassessing Collective Leadership, 2016, ISBN 978-0-81572-6-937 (Onlineversion (Auszug))
- Xuezhi Guo: The Politics of the Core Leader in China. Culture, Institution, Legitimacy, and Power, 2019, ISBN 978-1-10848-0-499, S. 381 (Onlineversion (Auszug))